# Кінний спорт на літніх Олімпійських іграх 2020 — командний конкур
Змагання з кінного спорту в командному конкурі на літніх Олімпійських іграх 2020 відбулися 6-7 серпня в Baji Koen Equestrian Park. Як і в інших дисциплінах верхової їзди, жінки змагаються поруч з чоловіками. Змагалися 60 вершників з 20-ти країн.

## Розклад
Змагання відбуваються впродовж двох днів.
Вказано японський стандартний час (UTC+9).
| Дата                    | Час   | Раунд                 |
| ----------------------- | ----- | --------------------- |
| П'ятниця, 6 серпня 2021 | 19:00 | Кваліфікаційний раунд |
| Субота, 7 серпня 2021   | 19:00 | Фінал                 |

## Результати

### Кваліфікація
10 найкращих команд (а також ті, що поділили 10-те місце) виходять до фіналу.
| Місце | Країна                | Спортсмени                                                      | Коні                                                         | Особисті штрафи | Командні штрафи | Примітки |
| ----- | --------------------- | --------------------------------------------------------------- | ------------------------------------------------------------ | --------------- | --------------- | -------- |
| 1     | Швеція (SWE)          | - Генрік фон Екерманн - Малін Бар'ярд-Юнссон - Педер Фредріксон | - King Edward - Indiana - All In                             | - 0 - 0 - 0     | 0               | Q        |
| =2    | Бельгія (BEL)         | - Пітер Девос - Жером Гері - Грегорі Вателе                     | - Claire Z - Quel Homme de Hus - Nevados S                   | - 1 - 1 - 2     | 4               | Q        |
| =2    | Німеччина (GER)       | - Андре Тіме - Моріс Теббель - Даніель Дойссер                  | - DSP Chakaria - Don Diarado - Killer Queen                  | - 1 - 2 - 1     | 4               | Q        |
| 4     | Швейцарія (SUI)       | - Мартін Фукс - Бріан Бальсіґер - Стів Герда                    | - Clooney 51 - Twentytwo des Biches - Venard de Cerisy       | - 1 - 0 - 9     | 10              | Q        |
| 5     | США (USA)             | - Лора Крот - Джессіка Спрінґстін - Маклейн Ворд                | - Baloutinue - Don Juan van de Donkhoeve - Contagious        | - 4 - 4 - 5     | 13              | Q        |
| 6     | Франція (FRA)         | - Сімон Делестр - Пенелопа Лепревос - Матьє Бійо                | - Berlux Z - Vancouver de Lanlore - Quel Filou 13            | - 1 - 5 - 9     | 15              | Q        |
| 7     | Велика Британія (GBR) | - Голлі Сміт - Гаррі Чарлз - Бен Маєр                           | - Denver - Romeo 88 - Explosion W                            | - 4 - 12 - 4    | 20              | Q        |
| 8     | Бразилія (BRA)        | - Марлон Дзанотеллі - Педро Венісс - Родріго Пессоа             | - Edgar M - Quabri de l'Isle - Carlito's Way 6               | - 0 - 5 - 20    | 25              | Q        |
| 9     | Нідерланди (NED)      | - Віллем Ґреве - Марк Гаутзагер - Майкел ван дер Влетен         | - Zypria S - Dante - Beauville Z                             | - 13 - 5 - 8    | 26              | Q        |
| 10    | Аргентина (ARG)       | - Хосе Марія Ларокка - Мартін Дорасо - Матіас Альбаррасін       | - Finn Lente - Quintino 9 - Cannavaro 9                      | - 7 - 14 - 6    | 27              | Q        |
| 11    | Єгипет (EGY)          | - Наєль Нассар - Мохамед Талаат - Муда Зеяда                    | - Igor van de Wittemoere - Darshan - Galanthos SHK           | - 8 - 9 - 12    | 29              |          |
| 12    | Китай (CHN)           | - Лі Яофен - Чжан Сінцзя - Лі Чженцян                           | - Jericho Dwerse Hagen - For Passion d'Ive Z - Uncas S       | - 15 - 13 - 7   | 35              |          |
| 13    | Марокко (MAR)         | - Алі Аль-Амрач - Ель Галі Букаа - Абделькебір Оуаддар          | - Golden Lady - Ugolino Du Clos - Istanbull V.h Ooievaarshof | - 10 - 6 - 21   | 37              |          |
| 14    | Нова Зеландія (NZL)   | - Брюс Ґудін - Том Тарвер-Пріб - Денієл Міч                     | - Danny V - Popeye - Cinca 3                                 | - 17 - 13 - 9   | 39              |          |
| 15    | Чехія (CZE)           | - Ондрей Звара - Анна Келлнерова - Алеш Опатрни                 | - Cento Lano - Catch Me If You Can OLD - Forewer             | - 15 - 17 - 13  | 45              |          |
| 16    | Мексика (MEX)         | - Енріке Гонсалес - Еухеніо Гарса - Патрісіо Паскель            | - Chacna - Armani SL Z - Babel                               | - 1 - EL - 5    | 6               |          |
|       | Ірландія (IRL)        | - Шейн Світнем - Дарра Кенні - Бертрам Аллен                    | - Alejandro - Pacino Amiro - Cartello                        | - EL - WD - WD  | DNF             |          |
|       | Ізраїль (ISR)         | - Альберто Міхан - Тедді Влок - Ешлі Бонд                       | - Cosa Nostra - Amsterdam 27 - Donatello 141                 | - 12 - EL - WD  | DNF             |          |
|       | Японія (JPN)          | - Дайсуке Фукусіма - Кокі Сайто - Ейкен Сато                    | - Chanyon - Chilensky - Saphyr des Lacs                      | - 8 - WD - WD   | DNF             |          |

### Фінал
| Місце | Країна                | Спортсмени                                                      | Коні                                                   | Особисті штрафи | Командні штрафи | Примітки |
| ----- | --------------------- | --------------------------------------------------------------- | ------------------------------------------------------ | --------------- | --------------- | -------- |
| =1    | Швеція (SWE)          | - Генрік фон Екерманн - Малін Бар'ярд-Юнссон - Педер Фредріксон | - King Edward - Indiana - All In                       | - 0 - 4 - 4     | 8               | Jump-off |
| =1    | США (USA)             | - Лора Крот - Джессіка Спрінґстін - Маклейн Ворд                | - Baloutinue - Don Juan van de Donkhoeve - Contagious  | - 0 - 4 - 4     | 8               | Jump-off |
| 3     | Бельгія (BEL)         | - Пітер Девос - Жером Гері - Грегорі Вателе                     | - Claire Z - Quel Homme de Hus - Nevados S             | - 4 - 0 - 8     | 12              |          |
| 4     | Нідерланди (NED)      | - Марк Гаутзагер - Гаррі Смолдерс - Майкел ван дер Влетен       | - Zypria S - Dante - Beauville Z                       | - 9 - 0 - 8     | 17              |          |
| 5     | Швейцарія (SUI)       | - Мартін Фукс - Бріан Бальсіґер - Стів Герда                    | - Clooney 51 - Twentytwo des Biches - Venard de Cerisy | - 8 - 16 - 4    | 28              |          |
| 6     | Бразилія (BRA)        | - Марлон Дзанотеллі - Юрі Мансур - Педро Венісс                 | - Edgar M - Quabri de l'Isle - Carlito's Way 6         | - 12 - 4 - 13   | 29              |          |
| 7     | Аргентина (ARG)       | - Фабіан Сеханес - Мартін Дорасо - Матіас Альбаррасін           | - Finn Lente - Quintino 9 - Cannavaro 9                | - 14 - 13 - 22  | 49              |          |
| DNF   | Німеччина (GER)       | - Андре Тіме - Моріс Теббель - Даніель Дойссер                  | - DSP Chakaria - Don Diarado - Killer Queen            | - 8 - 4 - RT    |                 |          |
| DNF   | Велика Британія (GBR) | - Голлі Сміт - Гаррі Чарлз - Бен Маєр                           | - Denver - Romeo 88 - Explosion W                      | - 16 - 8 - WD   |                 |          |
| DNF   | Франція (FRA)         | - Сімон Делестр - Матьє Бійо - Пенелопа Лепревос                | - Berlux Z - Vancouver de Lanlore - Quel Filou 13      | - 1 - 1 - EL    | EL              |          |

#### Перестрибування
| Місце | Країна       | Спортсмени                                                      | Коні                                                  | Індивідуальні штрафи | Командні штрафи | Індивідуальний час      | Командний час | Примітки |
| ----- | ------------ | --------------------------------------------------------------- | ----------------------------------------------------- | -------------------- | --------------- | ----------------------- | ------------- | -------- |
| 1     | Швеція (SWE) | - Генрік фон Екерманн - Малін Бар'ярд-Юнссон - Педер Фредріксон | - King Edward - Indiana - All In                      | - 0 - 0 - 0          | 0               | - 42.00 - 41.89 - 39.01 | 122.90        |          |
| 2     | США (USA)    | - Лора Крот - Джессіка Спрінґстін - Маклейн Ворд                | - Baloutinue - Don Juan van de Donkhoeve - Contagious | - 0 - 0 - 0          | 0               | - 41.33 - 42.95 - 39.92 | 124.20        |          |